# Flabellum tuthilli
Espèce
Statut CITES
Flabellum tuthilli est une espèce de coraux de la famille des Flabellidae.

## Taxonomie
Pour le WoRMS, le nom valide de cette espèce est Flabellum (Ulocyathus) tuthilli précisant ainsi le sous-genre auquel elle appartient.

## Publication originale
- Hoffmeister, 1933 : Report on deep sea corals; obtained bv F.I.S "Endeavour" on the coasts of New South Wales, Victoria, South Australia and Tasmania. Australia. Department of Trade and Customs, Fisheries, Endeavour Reports, vol. 6, pp. 1-16 (en).